# なんでも110番
『なんでも110番』（なんでもひゃくとおばん）は、1966年11月17日から1967年6月29日までフジテレビ系列局で放送されていたフジテレビ製作のコメディドラマである。ロート製薬の一社提供。放送時間は毎週木曜 19:30 - 20:00 （日本標準時）。

## 概要
地方の温泉町「湯の里温泉」の駅前交番に赴任した女性警察官・丹下キヨが、町の人々と繰り広げる人情コメディ。ブラジルから2年半ぶりに帰国した丹下キヨ子が芸能界復帰後に持った番組の第1作であり、毎回てんぷくトリオ（前番組『びっくりショー』から引き続き出演）や晴乃チック・タックなどのコメディアンたちが出演していた。収録は、東京都千代田区大手町のサンケイホールで行われていた。

## 出演者
- 丹下キヨ：丹下キヨ子
- 千久巡査（丹下の部下）：晴乃チック（晴乃チック・タック）
- 田久記者（新聞記者）：晴乃タック（晴乃チック・タック）
- 南田（土産物産の主人）：三波伸介（てんぷくトリオ）
- バスの運転手：伊東四朗（てんぷくトリオ）
- 番頭：戸塚睦夫（てんぷくトリオ）
- お俊ばあさん（旅館の女主人）：堺駿二

## スタッフ
- 脚本：名和青朗、大西信行
- 音楽：折橋専太郎
- 演出：大島正俊